# Furukawa Electric
Furukawa Electric (japanisch 古河電気工業, Furukawa Denki Kōgyō) ist ein japanisches Unternehmen, das ursprünglich elektrische Kabel, Kupfer- und Aluminiumprodukte herstellte. Heute produziert die Unternehmensgruppe unter anderem Glasfasern, elektrische Kabel, Aluminiumprodukte, Kfz-Kabelbäume, supraleitende Produkte sowie Batterien für die Industrie und Kraftfahrzeuge.
Furukawa Electric ist ein börsengehandeltes Unternehmen und Teil des Nikkei 225.

## Übersicht
Furukawa Electric geht auf den Unternehmer Furukawa Ichibei (1832–1903) zurück, der 1884 einen kupferverarbeitenden Betrieb und eine Kabelfabrik gründete und damit die Basis des Furukawa-Firmenkonglomerats (古川財閥, Furukawa zaibatsu) schuf.
Ab 1908 kontrollierte Furukawa Kōgyō, das zentrale Unternehmen des Firmenkonglomerats, das 1896 gegründete Unternehmen „Yokohama Wire Manufacturing Co.“ (横浜電線製造, Yokohama densen seizō). 1920 wurde dieses Unternehmen mit den eigenen „Nikkō Copper Works“ vereinigt zu „Furukawa Electric“.
1935 entstand ein Joint Venture mit Siemens, wobei Furukawa Electric seinen Kommunikationsbereich ausgliederte. Das so entstandene Unternehmen wurde „Fuji Tsūshinki Seizō“ (富士通信機製造) genannt. Dabei wurde der Namensteil  „Fuji“ aus den Silben Furukawa und Shīmensu (so die japanische Aussprache von „Siemens“) – Shī hier angepasst ji – gebildet und mit den Zeichen für den Berg Fuji geschrieben. Der Firmenname wurde dann zu „Fujitsu“ vereinfacht.
Nach dem Zweiten Weltkrieg wurde 1950 die Batteriesparte als „Furukawa Battery“ (古河電池, Furukawa denchi) ausgegliedert. Im Jahr 2001 erfolgte die Gründung von „VISCAS“ als Joint Venture mit dem Elektrounternehmen Fujikura (フジクラ) und 2005 die Übertragung des Geschäftsbereichs Elektroenergie dorthin.
Furukawa Electric kooperiert bzw. kooperierte mit Kabel-Unternehmen in den USA, China, Singapur, Malaysia, Brasilien, Indonesien, Thailand und Saudi-Arabien.